# Conradus
Conradus ist ein männlicher Vorname, der gelegentlich auch als Familienname Verwendung findet. Der Name ist die lateinische Form des Namens Konrad. 

## Namensträger

### Vorname
- Conradus von Cochem (* um 1650; † 1717), deutscher Benediktiner und Abt von St. Pantaleon (Köln)
- Conradus Leemans (1809–1893), niederländischer Archäologe und Ägyptologe

### Familienname
- Johannes Conradus (1581–1648), deutscher Jurist und Ratssekretär der Hansestadt Lübeck